# Home Nations Championship 1895
Home Nations Championship 1895 – trzynasta edycja Home Nations Championship, mistrzostw Wysp Brytyjskich w rugby union, rozegrana pomiędzy 5 stycznia a 16 marca 1895 roku. W turnieju zwyciężyła Szkocja, która pokonała wszystkich rywali i tym samym zdobyła Triple Crown.
Zgodnie z ówczesnymi zasadami punktowania przyłożenie i karny były warte trzy punkty, podwyższenie dwa, natomiast pozostałe kopy cztery punkty.

## Mecze
| 5 stycznia 1895 | Walia                    | 6:14(3:3) | Anglia                                                                        | St. Helen's Ground, Swansea Widzów: 19 000 Sędzia: James Smith |
| 5 stycznia 1895 | Elsey 3 (P) Graham 3 (P) | 6:14(3:3) | Carey 3 (P) Leslie-Jones 3 (P) W.B. Thomson 3 (P) Woods 3 (P) Mitchell 2 (pd) | St. Helen's Ground, Swansea Widzów: 19 000 Sędzia: James Smith |

| 26 stycznia 1895 | Szkocja                      | 5:4 | Walia          | Raeburn Place, Edynburg Sędzia: E.B. Holmes |
| 26 stycznia 1895 | Gowans 3 (P) A. Smith 2 (pd) | 5:4 | Bancroft 4 (G) | Raeburn Place, Edynburg Sędzia: E.B. Holmes |

| 2 lutego 1895 | Irlandia       | 3:6 | Anglia                   | Lansdowne Road, Dublin Widzów: 9000 Sędzia: Graham Findlay |
| 2 lutego 1895 | L. Magee 3 (P) | 3:6 | Fegan 3 (P) Thomas 3 (P) | Lansdowne Road, Dublin Widzów: 9000 Sędzia: Graham Findlay |

| 2 marca 1895 | Szkocja                    | 6:0 | Irlandia | Raeburn Place, Edynburg Sędzia: H.L. Ashmore |
| 2 marca 1895 | Campbell 3 (P) Welsh 3 (P) | 6:0 |          | Raeburn Place, Edynburg Sędzia: H.L. Ashmore |

| 9 marca 1895 | Anglia      | 3:6(3:6) | Szkocja             | Athletic Ground, Richmond Widzów: 20 000 Sędzia: William Wilkins |
| 9 marca 1895 | Byrne 3 (K) | 3:6(3:6) | G. Neilson 6 (P, K) | Athletic Ground, Richmond Widzów: 20 000 Sędzia: William Wilkins |

| 16 marca 1895 | Walia                         | 5:3(5:3) | Irlandia    | Cardiff Arms Park, Cardiff Sędzia: E.B. Holmes |
| 16 marca 1895 | Pearson 3 (P) Bancroft 2 (pd) | 5:3(5:3) | Crean 3 (P) | Cardiff Arms Park, Cardiff Sędzia: E.B. Holmes |

## Inne nagrody
- Triple Crown –  Szkocja (po pokonaniu wszystkich rywali)
- Calcutta Cup –  Szkocja (po zwycięstwie nad Anglią)
- Drewniana łyżka –  Irlandia (za zajęcie ostatniego miejsca w turnieju)